# Claude Guillermet de Bérigard
Claude Guillermet de Bérigard, Claude Guillermet de Beauregard ou Claudius Berigardus en latin (15 août 1578 à Moulins – 23 avril 1663 à Padoue) est un philosophe français du XVIIe siècle.

## Biographie
« Bérigard cultiva avec succès les lettres, les mathématiques, la langue grecque, et termina ses études à l’académie d'Aix-en-Provence, où il s'adonna particulièrement à la médecine et à la philosophie. Il revint ensuite se fixer à Paris, d'où, en 1628, il fut appelé à Pise pour y professer la philosophie. En 1640 le sénat de Venise lui donna la chaire de Padoue, qu'il occupa jusqu'à sa mort, arrivée en 1663.
 »
— Louis-Gabriel Michaud, Biographie universelle
Il combattit le Dialogue sur les deux grands systèmes du monde de Galilée et accueillit favorablement l'ouvrage de Fortunio Liceti De lucernis Antiquorvm reconditis.
Il estimait la discussion appelée disputatio.
En général, Bérigard s'est opposé aux idées nouvelles de son temps.

## Œuvres
- Dubitationes in dialogum Galilæi Galilæi in gymnasio pisano mathematici supraordinarii, Florence, 1632Attaque contre Galilée. Elle fut publiée sous le nom de Galilaeus Linceus[4].
- Circulus Pisanus, seu de veteri et peripatetica philosophia in Aristotelis libris de ortu et interitu, Udine, 1643« Dans son Circuli Pisani, publié en 1643, il tenta de faire revivre, comme on le dit communément, la philosophie ionique, ou corpusculaire, d'Anaxagore, opposée à la philosophie aristotélicienne. — Hallam »
- De veteri et peripatetica philosophia, Padoue, 1661